# TrackBack
TrackBack – protokół wykorzystywany przez blogerów do śledzenia i zarazem informowania o reakcji, jaką spowodował konkretny wpis opublikowany przez innego blogera. Komunikaty protokołu TrackBack (potocznie zwane trackbackami) wysyłane są podczas publikowania nowego wpisu, który w swojej treści nawiązuje do spraw uprzednio poruszanych na łamach innego bloga.
Trackbacki najczęściej pojawiają się pod opisywanym przez autora wpisem i wyglądem przypominają zwykły blogowy komentarz. Z reguły zawierają nazwę oraz fragment wpisu z bloga, z którego zostały wysłane.